# Pararoncus
Pararoncus es un género de pseudoscorpiones de la familia Syarinidae. Se distribuyen por Japón y Corea.

## Especies
Según Pseudoscorpions of the World 1.2:
- Pararoncus chamberlini (Morikawa, 1957)
- Pararoncus histrionicus Chamberlin, 1938
- Pararoncus japonicus (Ellingsen, 1907)
- Pararoncus oinuanensis (Morikawa, 1957)
- Pararoncus rakanensis (Morikawa, 1957)
- Pararoncus uenoi (Morikawa, 1957)
- Pararoncus yosii (Morikawa, 1960)

## Publicación original
- Chamberlin, 1938: New and little-known false-scorpions from the Pacific and elsewhere (Arachnida - Chelonethida). Annals and Magazine of Natural History, ser. 11, vol. 2, pp. 259-285.